# Cered
Cered község Nógrád vármegyében, a Salgótarjáni járásban, határátkelő Szlovákia felé. Településrészei: Alsóutaspuszta, Felsőutaspuszta, Füzespuszta, Hármaskútpuszta, Takácsházapuszta, Tótújfalupuszta. A Novohrad-Nógrád UNESCO Globális Geopark települése.

## Fekvése
A vármegye északkeleti részén fekszik, közvetlenül a szlovák határ mellett, a Felső-Tarnai-dombságban, a Tarna forrásvidékén; a kis folyó tőle nyugatra ered, a Medves-fennsík lábánál. A település a történelmi Medvesalja régió része; közigazgatási határa több mint 15 kilométer hosszúságban egybeesik az államhatárral.
A határ magyar oldalán csak négy települési szomszédja van: kelet felől Zabarral (7,5 km), délkelet felől Szilaspogonnyal (6 km), délnyugat felől Bárnával, nyugat felől pedig a Salgótarjánhoz tartozó Rónabányával (9 km) határos; a legközelebbi magyarországi város Salgótarján, 21 kilométerre.
A határ túloldalán a legközelebbi szomszédos település Tajti (Tachty), de határos Medveshidegkúttal (Studená), Egyházasbásttal (Nová Bašta) és Gömörpéterfalával (Petrovce) is. A környező magaslatokról tiszta időben láthatók a Mátra, a Bükk-vidék és a Tátra csúcsai is.

### Megközelítése
Csak közúton érhető el, Salgótarján vagy Zabar felől a 2304-es úton; Szilaspogony felől pedig a 23 111-es számú mellékúton. Az országhatárral a 23 119-es számú mellékút köti össze.

## Története
Cered a 15. század elején már jelentékeny helység volt.
Nevét az oklevelek 1405-ben említették először (Chereg) néven.
1427-ben már 23 portáját írták össze; ekkor Szécsényi László volt a birtokosa.
1461-ig Gömör vármegyéhez tartozott, de Somoskő várának a tartozéka volt.
Szécsényi László halála után Guthi Országh Mihályra és a Lossonczy családra szállt.
A 16. század elején Kun György is birtokos volt itt, kinek örökös nélküli halála után I. János király e birtokokat 1533-ban Werbőczy Istvánnak adományozta.
1 548-ban Nagy Tamás és Ragyolczi Ferenc, 1598-ban Berényi Ferenc volt a helység földesura.
1716-ban 16, 1720-ban 18 háztartást írtak benne össze. A 18. század közepén egy része a Fáy családé volt, a másik pedig Somoskőhöz tartozott, majd a 18. század második felében a báró Péterffy család birtokába került. A Péterffy család utolsó sarjának: báró Péterffy Jánosnak örökös nélküli halálával, I. Ferenc király itteni birtokaikat gróf Keglevich Károlynak adományozta, akit 1808 május 16-án ünnepélyesen be is iktattak a birtokba. A beiktatást Mocsáry Antal, Nógrád vármegye táblabírája végezte.
Az 1770. évi úrbéri rendezés alkalmával a báró Péterffy családon kívül gróf Teleki László, Kubinyi Gáspár, Ráday Gedeon és Szilassy György voltak itt birtokosok, 1826-ban pedig a gróf Keglevich családon kívül a gróf Thoroczkayak, később 1891-ig a báró Radvánszkyak, az 1900-as évek elején pedig Humayer Béla és Pauncz József volt a legnagyobb birtokosa. A községben levő úrilakot báró Radvánszky Géza építtette.
1903-ban egy nagy tűzvészben az egész helység leégett.

## Közélete

### Polgármesterei
- 1990–1994: Tajti Tibor (független)[3]
- 1994–1998: Tajti Tibor (független)[4]
- 1998–2002: Czene Árpád (független)[5]
- 2002–2006: Czene Árpád (független)[6]
- 2006–2010: Czene Árpád (MSZP)[7]
- 2010–2014: Czene Árpád (független)[8]
- 2014–2019: Dániel László (független)[9]
- 2019–2024: Tajti László (Fidesz-KDNP)[10]
- 2024– : Petrovics Ferenc (független)[1]

## Népesség
A település népességének változása:
| Lakosok száma | 1122 | 1110 | 1105 | 1051 | 983  | 988  | 985  |
|               | 2013 | 2014 | 2015 | 2021 | 2022 | 2023 | 2024 |

2001-ben a település lakosságának 94%-a magyar, 6%-a cigány nemzetiségűnek vallotta magát.
A 2011-es népszámlálás során a lakosok 82,5%-a magyarnak, 6,6% cigánynak, 0,2% németnek mondta magát (17,5% nem nyilatkozott; a kettős identitások miatt a végösszeg nagyobb lehet 100%-nál). A vallási megoszlás a következő volt: római katolikus 66,3%, református 1,8%, felekezeten kívüli 6,9% (24% nem nyilatkozott).
2022-ben a lakosság 92,4%-a vallotta magát magyarnak, 14,9% cigánynak, 0,4% szlováknak, 0,4% németnek, 0,1-0,1% bolgárnak és ruszinnak, 1,5% egyéb, nem hazai nemzetiségűnek (7,6% nem nyilatkozott; a kettős identitások miatt a végösszeg nagyobb lehet 100%-nál). Vallásuk szerint 59,7% volt római katolikus, 1,2% görög katolikus, 1,1% református, 0,10% izraelita, 0,1% ortodox, 1,2% egyéb keresztény, 0,9% egyéb katolikus, 11,7% felekezeten kívüli (23,9% nem válaszolt).

## Nevezetességei

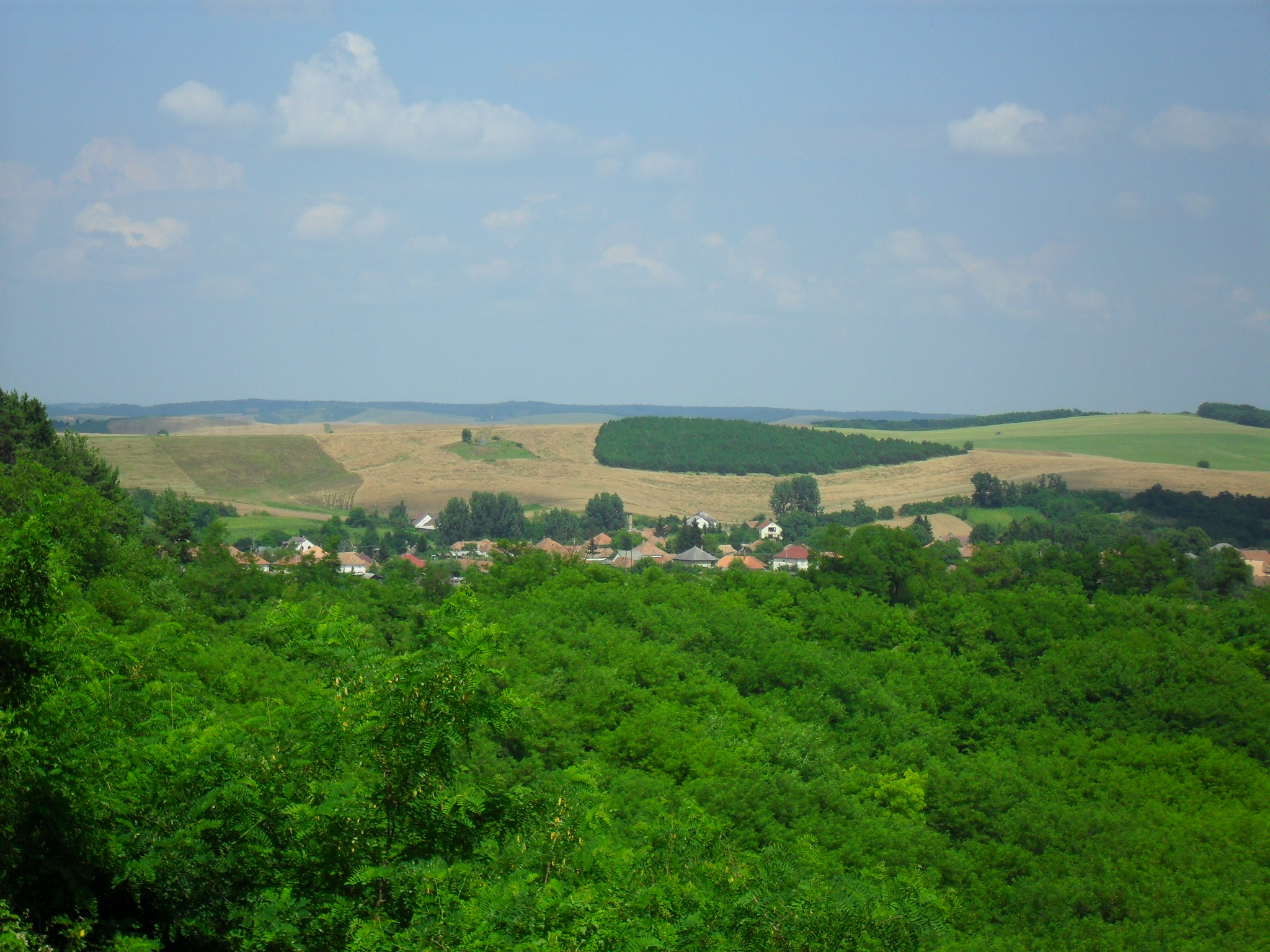
Cered látképe nyugat felől

### Látnivalók
- Mindenszentek Római Katolikus templom: 1731-ben épült, barokk stílusban, 1884-ben állították helyre.
- Népi fa harangláb: a 18. századból, zsindelytetős.
- Radvánszky-Humayer kúria: 1891 előtt épült, ma faluház.
  - A kúria körül elterülő park, melynek gesztenye és platánfái az épülettel egyidősek lehetnek.
- Négy gáttal megépített, közel 900 m hosszú horgásztó-rendszer.
- Medves-hegység hegyei, változatos geológiai képződményekkel, ritka növény- és állatvilággal. Részben természetvédelmi terület.

### Rendezvények
- 1996 óta Ceredi Nemzetközi Művésztelep Archiválva 2021. december 5-i dátummal a Wayback Machine-ben (Artcolony Cered). Alapítók: Kun Cecília, Fürjesi Csaba, Sánta László
- Salgó Rallye
- SzeptEmber Feszt

## Ismert emberek
- Itt született 1903. augusztus 29-én id. Szabó István Kossuth-díjas szobrászművész. (A nógrádi bányászok életét megörökítő sorozatért kapta a díjat 1959-ben.)
- Itt született 1952-ben Radics Szilveszter tájképfestő.
- Itt lakik Cene gál István festőművész

## Galéria

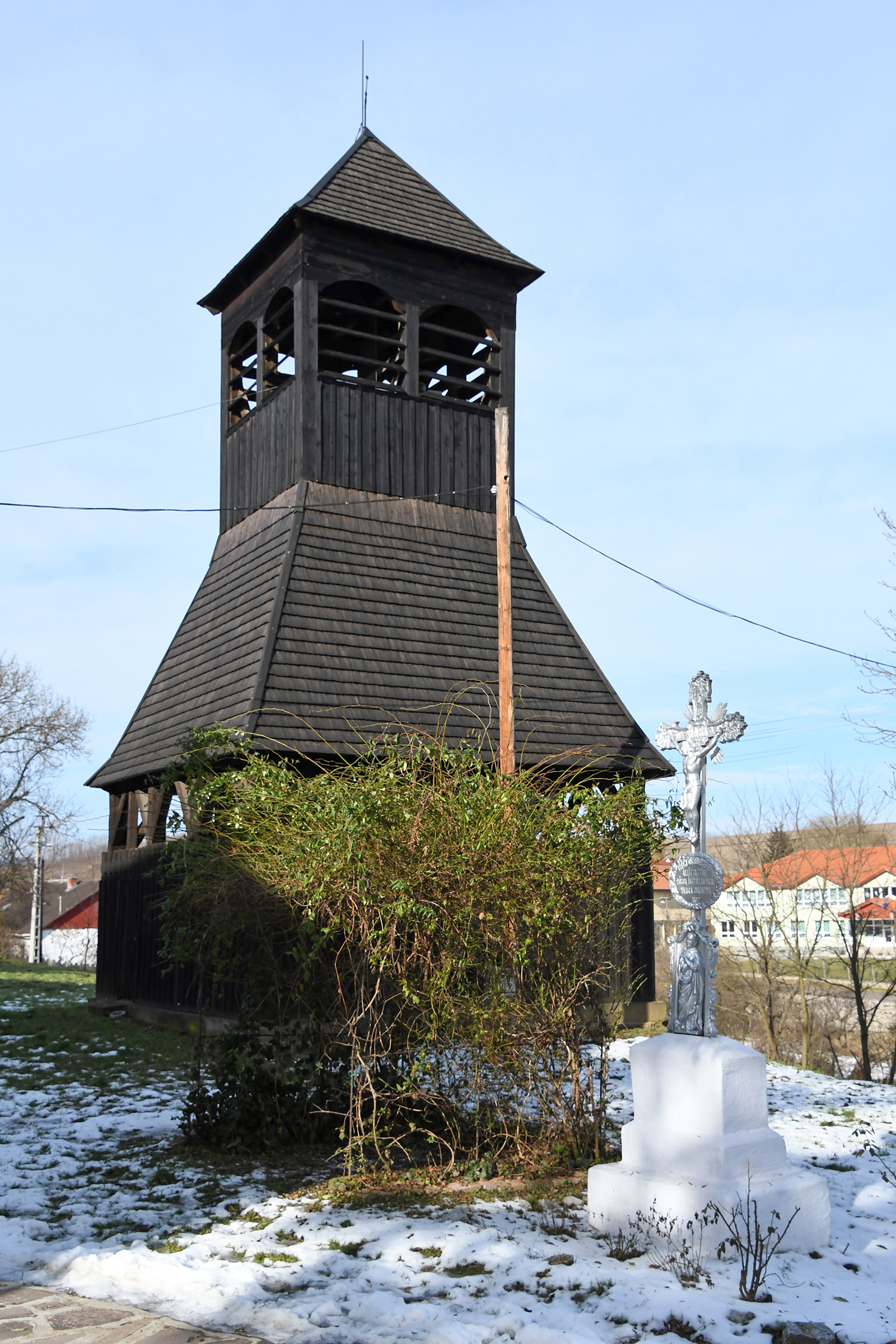
A fa harangláb
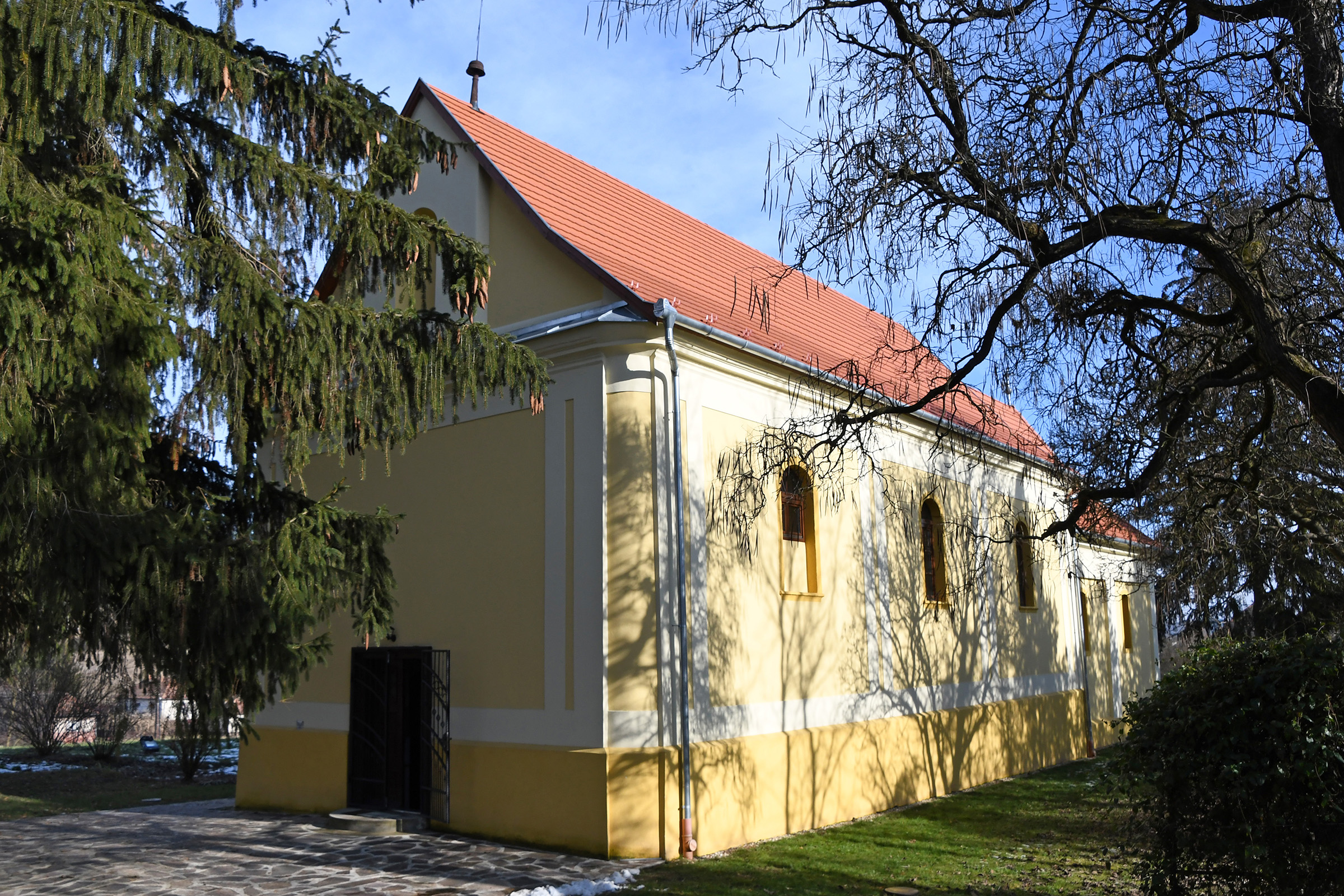
Mindenszentek Római Katolikus templom
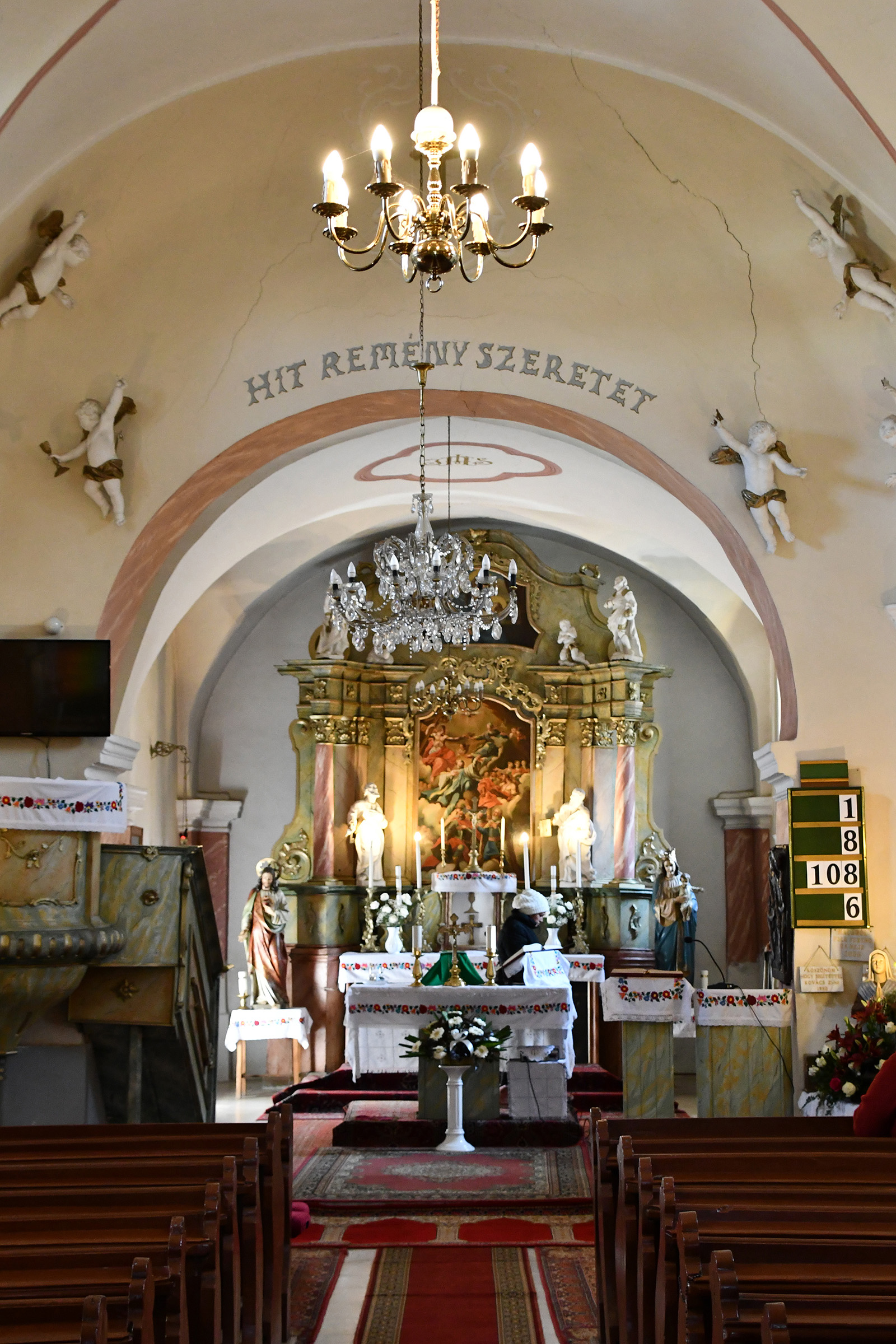
Templombelső
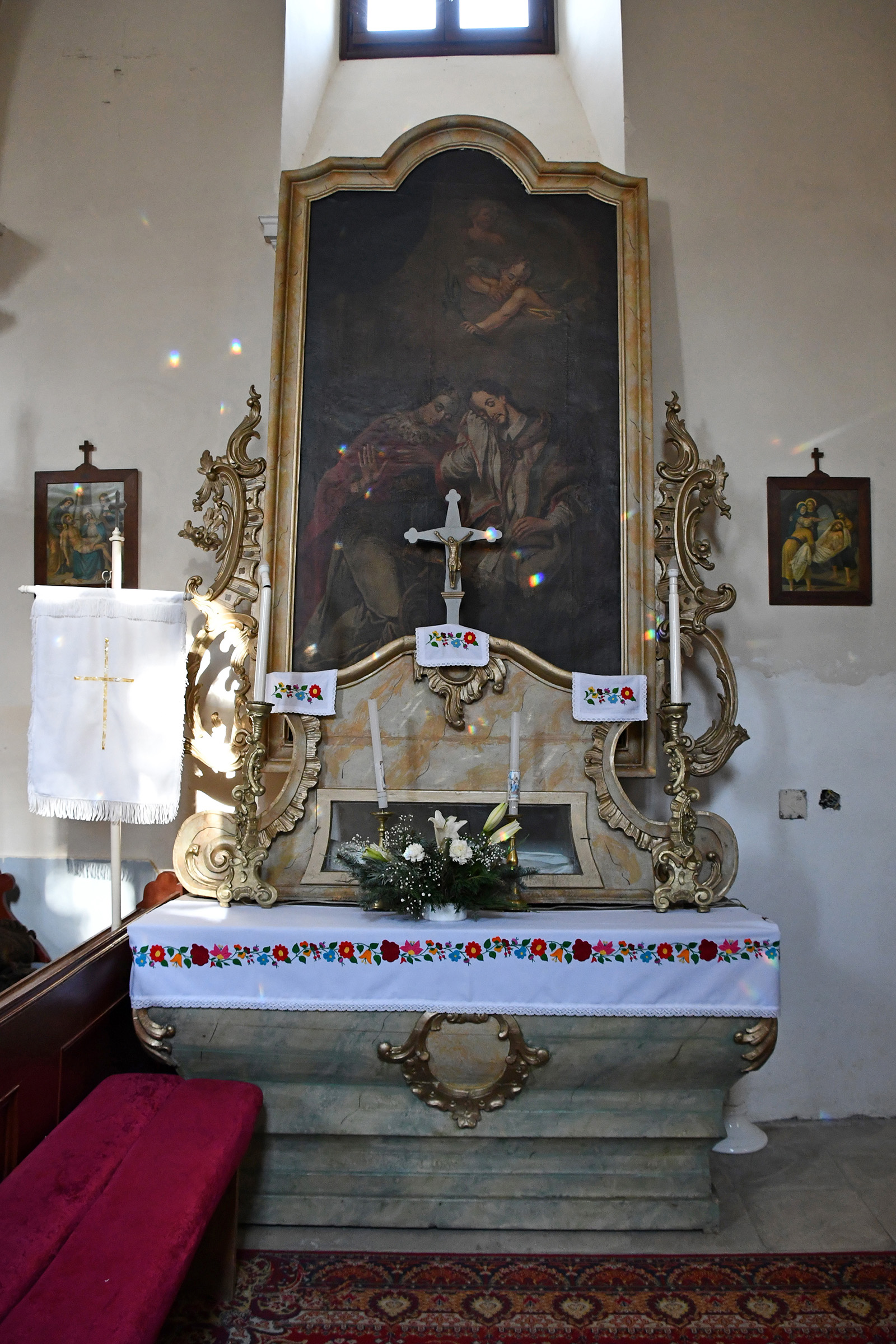
Nepomuki Szent János oltár
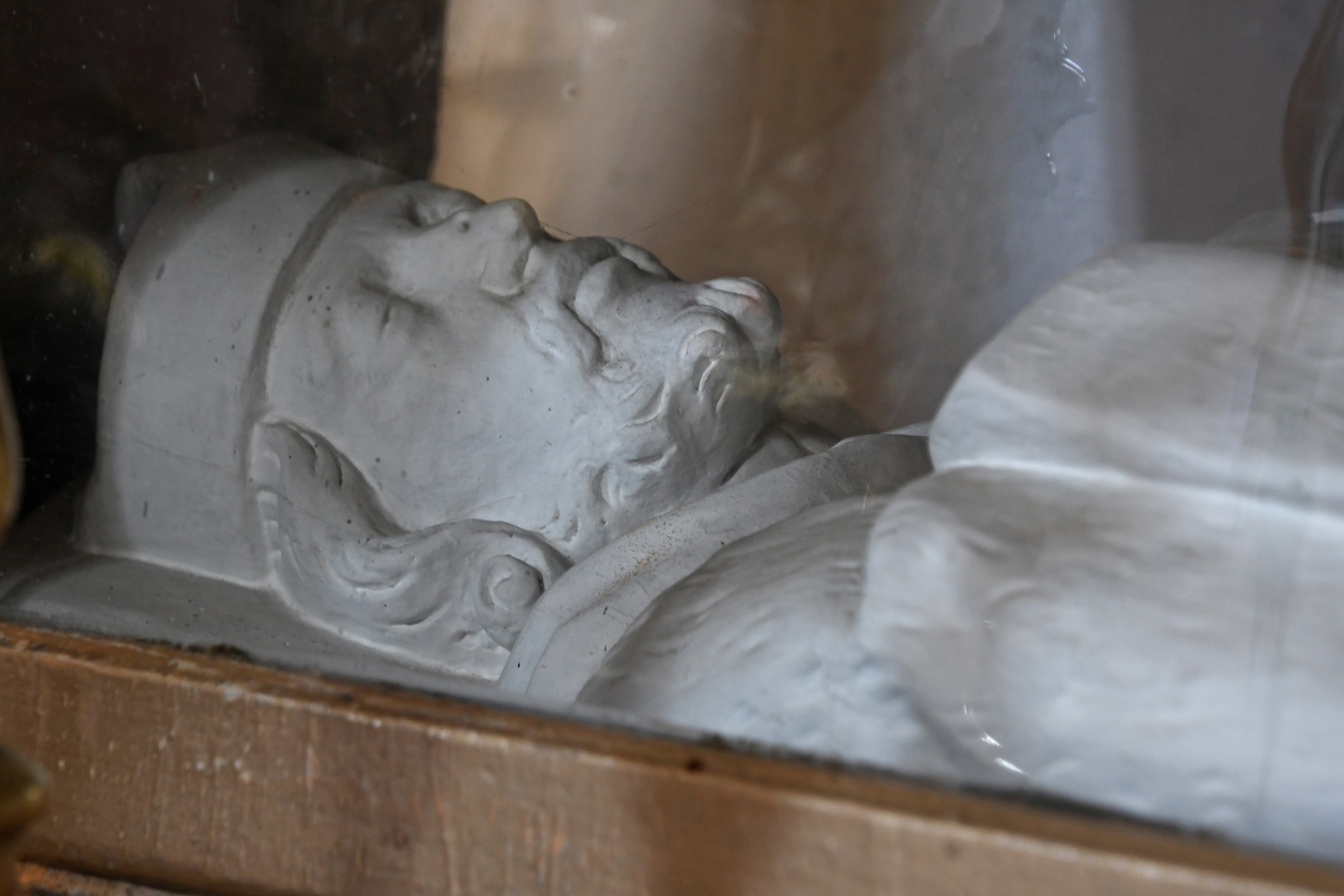
Nepomuki Szent János szobra
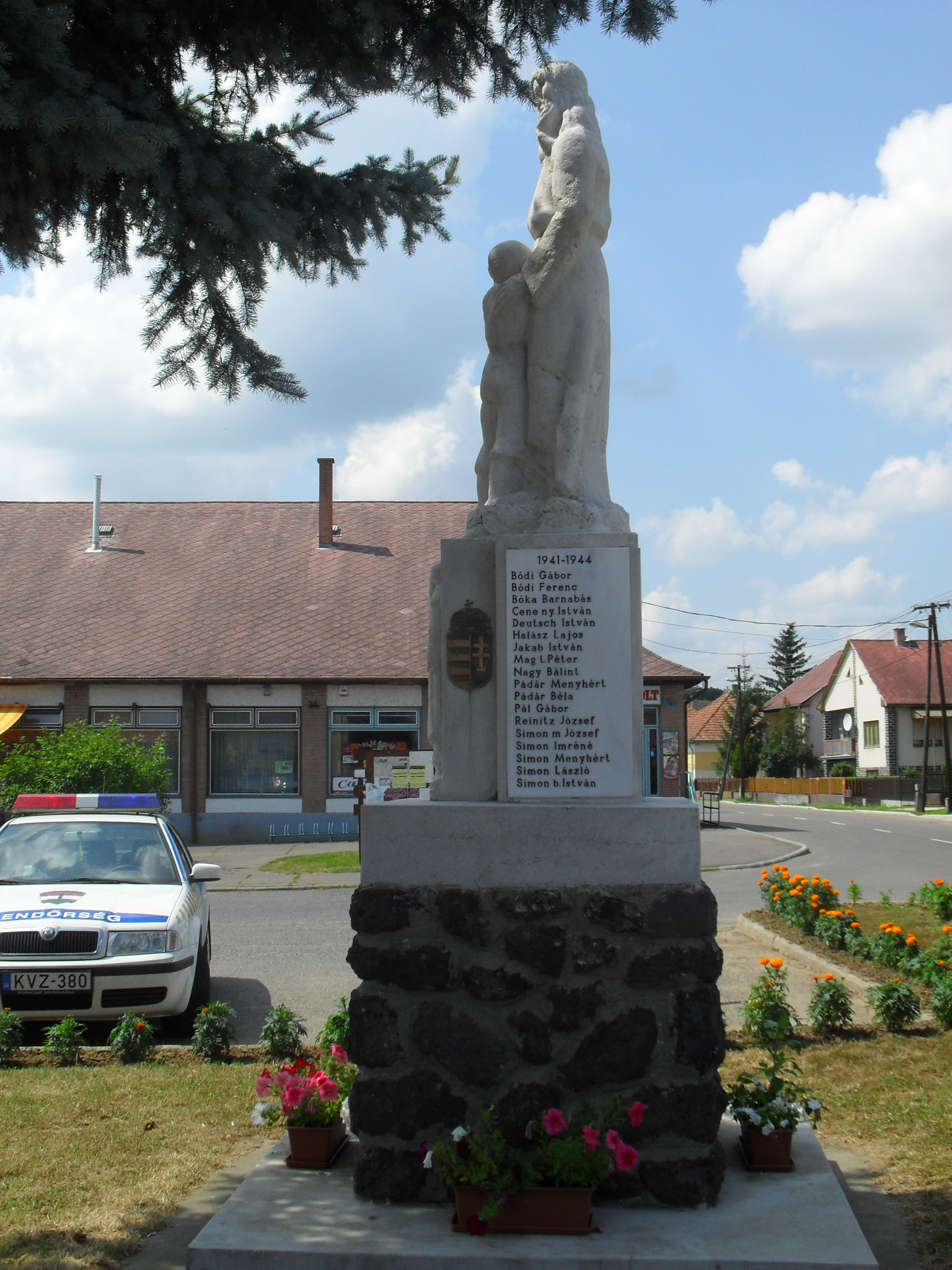
Hősök emléke
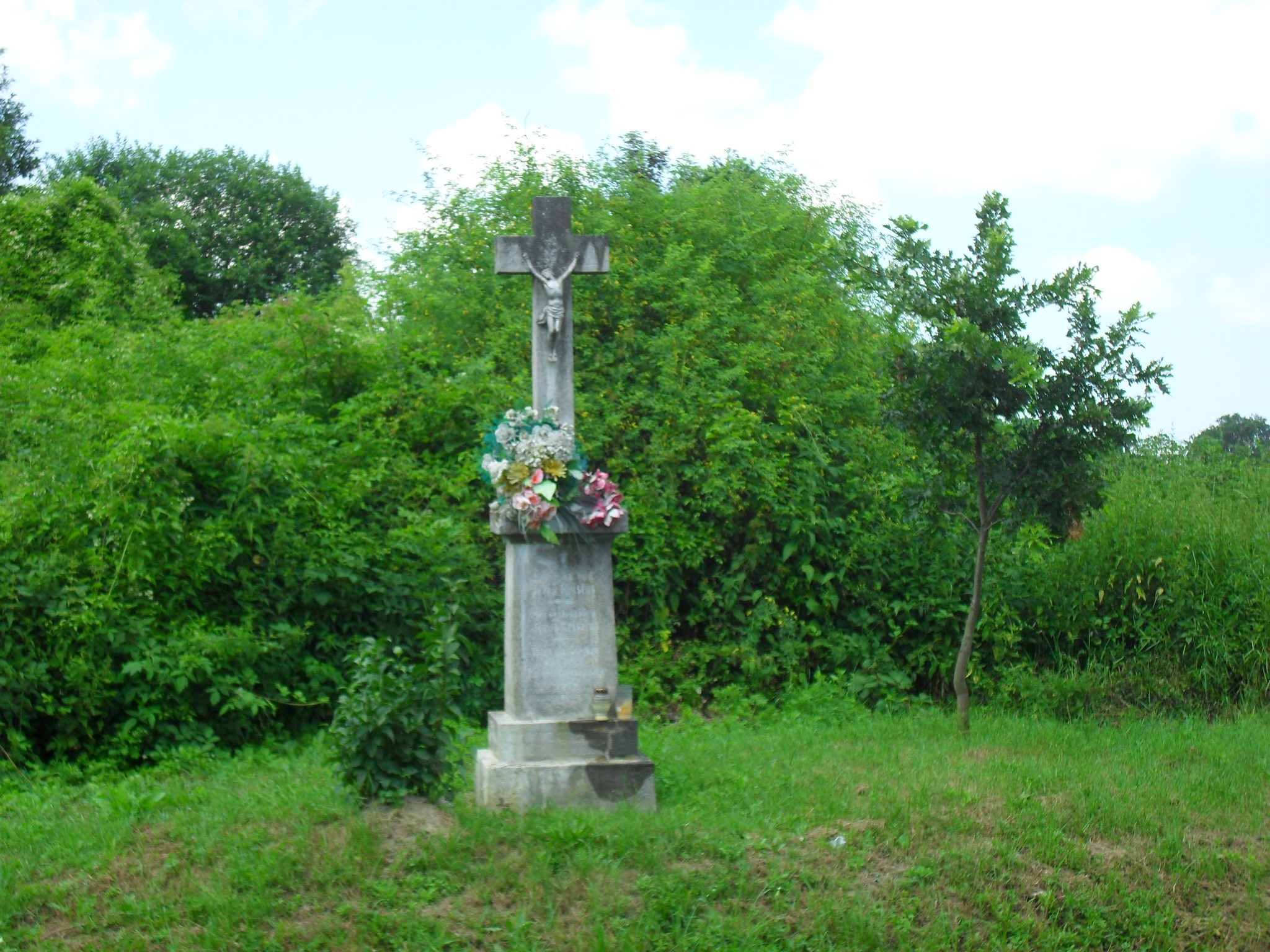
Az ún. Pál kereszt